# 基奎特
基奎特是剛果民主共和國的城市，也是奎盧省的首府，位於該國西南部奎盧-尼阿里河畔，距離首都金沙薩約540公里，是重要的商業和行政中心，市內有機場設施，2004年人口約294,210。

## 外部連結
- An article about Kikwit in Britannica Online Encyclopedia （页面存档备份，存于）

5°02′S 18°49′E / 5.033°S 18.817°E